# Castello di Teplice
Il castello di Teplice (in ceco Zámek Teplice) si trova nell'omonimo comune del Distretto di Teplice nella Regione di Ústí nad Labem, Repubblica Ceca. Il castello barocco è un monumento culturale nazionale, è stato edificato a partire dal XV secolo e dalla seconda metà del XX secolo è divenuto sede museale.

## Storia

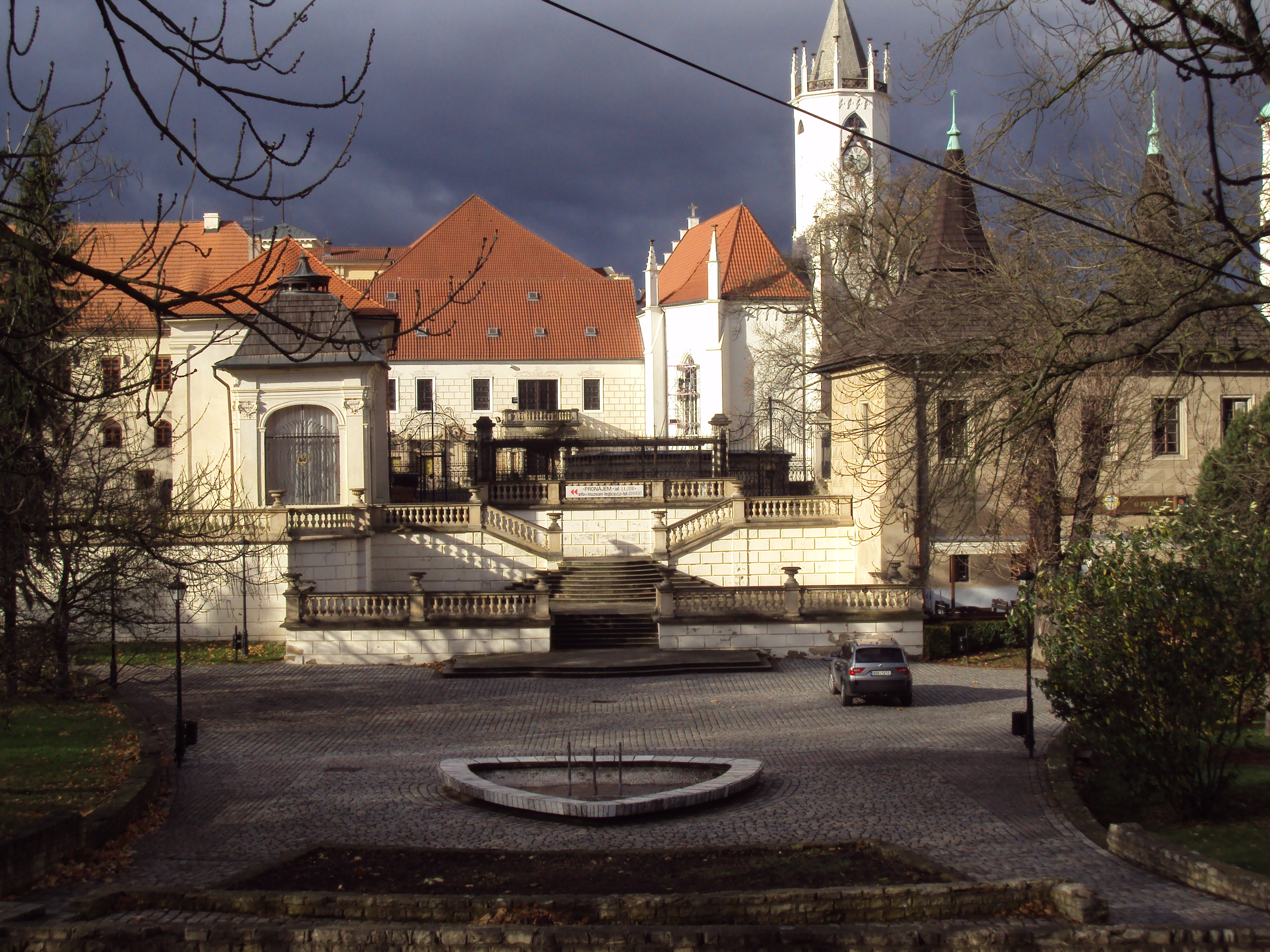
Insieme del complesso del castello di Teplice

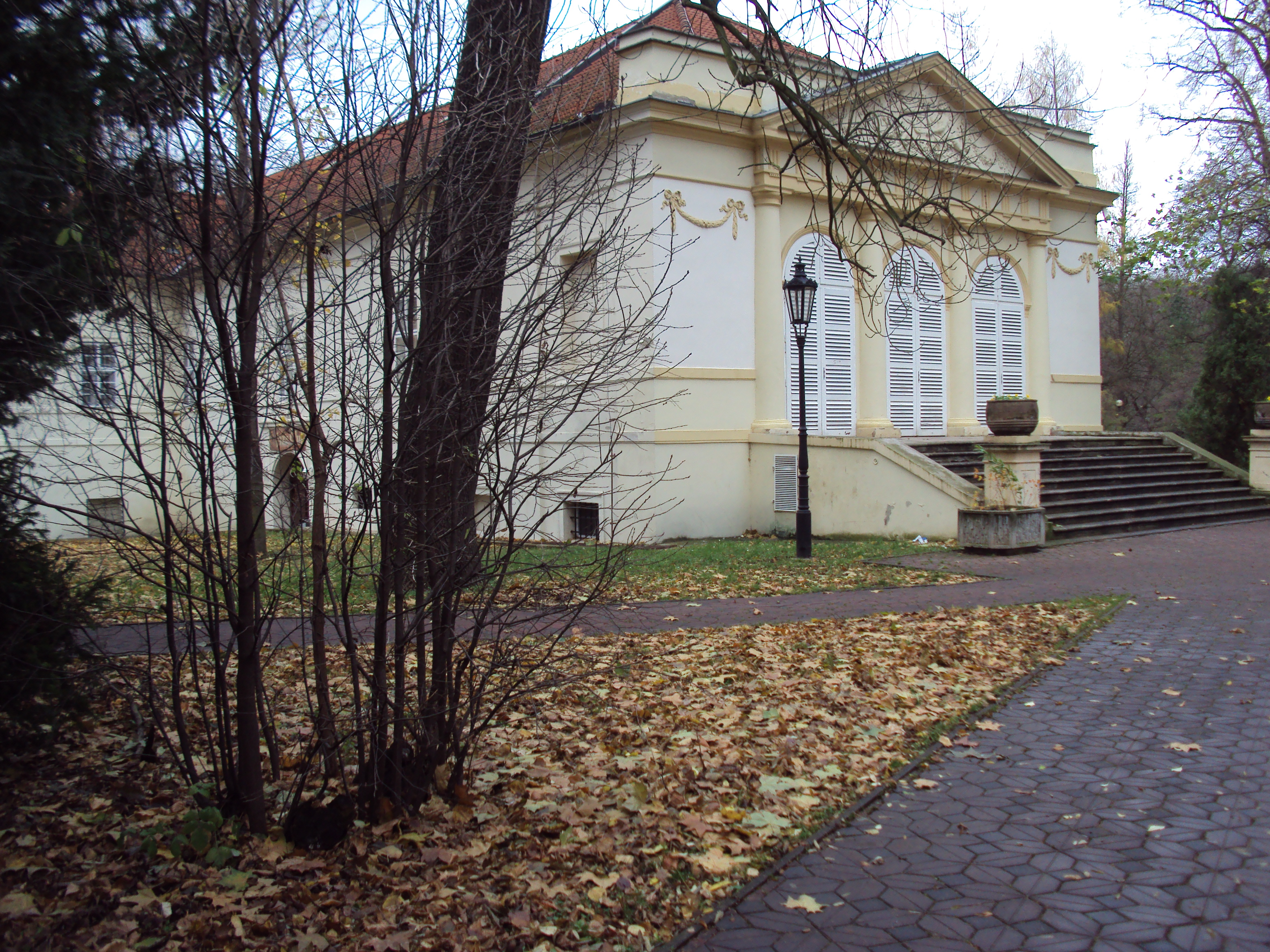
Il teatro che si trova nel complesso del castello

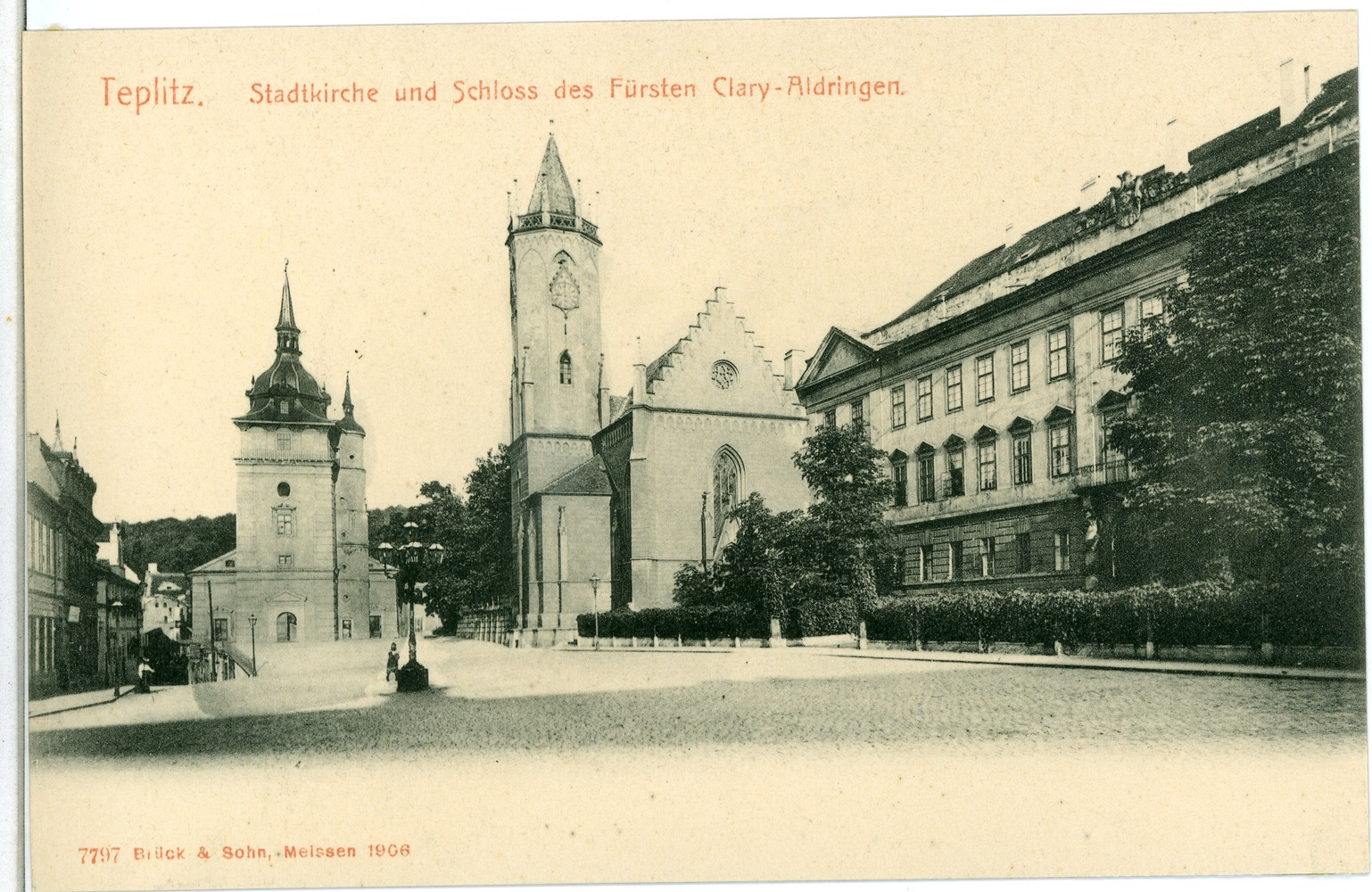
Castello con la cappella gentilizia divenuta poi chiesa ortodossa dell'Esaltazione della Santa Croce a Teplice in una cartolina illustrata dell'inizio del XX secolo

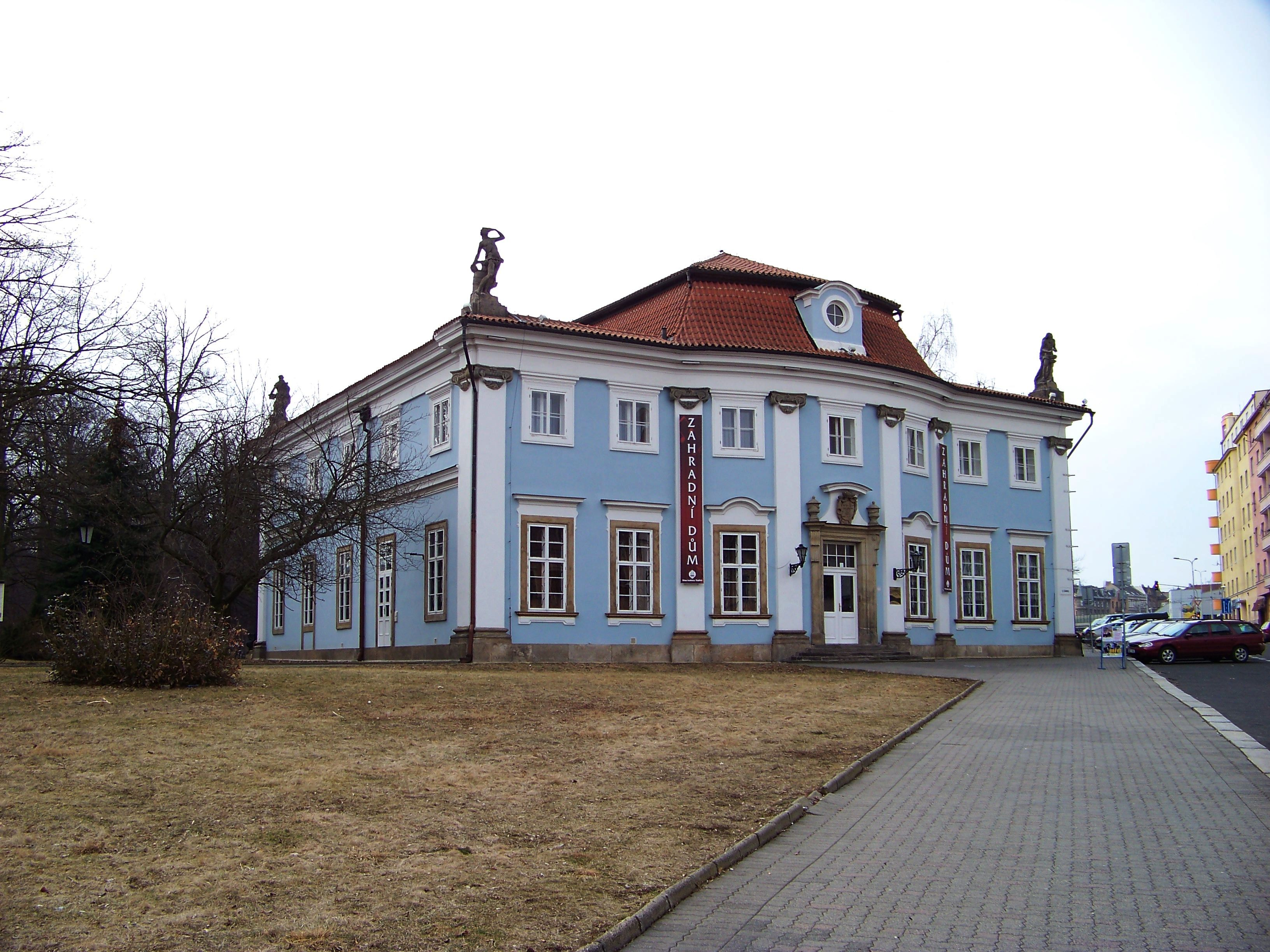
Padiglione del Garden House

Nella seconda metà del XII secolo la regina Giuditta di Turingia fondò a Teplice un monastero benedettino dedicato a San Giovanni Battista. Durante le guerre ussite il monastero fu distrutto e successivamente abbandonato definitivamente dalle monache, intorno al 1435. Nel XV secolo, durante il regno di Giorgio di Boemia fu ricostruito in forme di fortezza e ulteriormente ampliato dai signori che ne ebbero il controllo. A partire dal 1634 divenne proprietà della nobile casata dei Clary und Aldringen che lo mantenne sino al 1945. La casata, che esercitò una grande influenza su tutta Teplice e sui dintorni, ne decise la ricostruzione in forme barocche e fece edificare la vicina Garden House. Gli ultimi importanti interventi strutturali iniziarono nel 1787 e portarono il grande palazzo ad assumere un aspetto maggiormente neoclassicista e nello stesso periodo il palazzo si arricchì di un teatro e di un salone da giardino. Dal 1947 il castello è divenuto la sede di un museo.

## Descrizione
Il castello si trova nell'abitato di Teplice comune della Regione di Ústí nad Labem nella Repubblica Ceca. Il complesso del castello è costituito da vari edifici e da un grande parco. La struttura principale è una residenza nobiliare monumentale di forme neoclassiche alla quale sono associati la cappella gentilizia (chiesa ortodossa dell'Esaltazione della Santa Croce), il teatro e il padiglione del Garden House, con parte di mura e altre strutture minori. All'interno degli edifici del castello sono conservati un salone con soffitto a cassettoni dipinto, un salone rococò con ricca decorazione in stucco realizzata da maestranze francesi nel 1772 e numerose stanze con arredi rococò, impero e biedermeier. Nel parco sono presenti due laghetti con isole artificiali. Il castello ospita il Museo Regionale di Teplice e nei locali del castello si trova anche il Jazz Club Teplice.

### Museo regionale di Teplice
Il museo si trova nei locali del castello di Teplice, sulla piazza del Castello. Al primo piano si trovano mostre incentrate sulla preistoria della Boemia nordoccidentale, sull'arte gotica, sull'arte rinascimentale e sull'arte barocca. Viene esposta la storia delle terme e si mostra lo sviluppo della produzione ceramica nella regione. Vi si trova anche un'esposizione di orologi, una raccolta numismatica. Al museo è legato il cortile interno dove si conserva la pianta della basilica dell'antico monastero benedettino dedicato a San Giovanni Battista e una cripta romanica. Nelle sale utilizzate come museo vi vecero visita, in passato, personalità politiche e artistiche europee. Parte del museo è una biblioteca storica che custodisce un fondo di quasi 100.000 volumi di letteratura specializzata e collezioni di libri ed è meta di studiosi in vari campi. La biblioteca gestisce anche i lasciti di due biblioteche  storiche: la biblioteca del monastero dei cistercensi di Osek e la biblioteca del castello della famiglia Clary und Aldringen, con una raccolta di varie edizioni delle opere di Johann Wolfgang von Goethe e Friedrich Schiller.

### Monumento culturale della Repubblica Ceca
La tutela dei monumenti della Repubblica Ceca considera il complesso del castello di Teplice un monumento culturale nazionale tutelato col numero di catalogo 1000155302.